# ابن سینا (دهانه)
دهانهٔ آتشفشانی ابن سینا بر روی کرهٔ ماه به نام این دانشمند ایرانی و برای احترام به ارائه مطالب وی در زمینه‌های پزشکی، داروسازی و نجوم نام گذاری شده‌است.
| Avicenna | عرض جغرافیایی | طول جغرافیایی | قطر        |
| -------- | ------------- | ------------- | ---------- |
| E        | 40.0° N       | 91.1° W       | 25 کیلومتر |
| G        | 39.0° N       | 92.0° W       | 26 کیلومتر |
| R        | 38.9° N       | 100.1° W      | 21 کیلومتر |